# Natalis templi
Als natalis templi („Tempelgeburtstag“) galt in der römischen Religion der Tag, an dem ein neu errichtetes oder wiederhergestelltes Heiligtum der Gottheit geweiht (konsekriert, von consecratio „Heiligmachung“) wurde, d. h. in das Eigentum der Gottheit überging.
Durch diese Eigentumsübergabe wurde das Heiligtum (Grund und Boden, Gebäude) der normalen Verfügbarkeit entzogen, sodass es beispielsweise nicht mehr ohne weiteres verkauft werden konnte.
War der Tempel das Hauptheiligtum der Gottheit, so galt der Tempelgeburtstag gleichzeitig als der Geburtstag der Gottheit.
Im Fall einer Stadtgottheit fiel er mit dem Geburtstag der Stadt (natalis urbis), dem (häufig legendären) Gründungsdatum zusammen.
Zu unterscheiden ist der Tag der Weihe vom Tag der Stiftung, an dem z. B. das Gelübde zur Errichtung eines Tempels abgelegt wurde. An den Tag der Stiftung wurde manchmal gesondert erinnert und er wurde gesondert gefeiert.
Die Feier des Tempelgeburtstags konnte für bestimmte Gruppen spezifische Bedeutung annehmen, so wurde der natalis templi des Heiligtums der Minerva auf dem Aventin am 19. März zum Fest der Handwerker (artificum dies).
Auch Anlass zu politischen Propagandaveranstaltungen konnte die Weihefeier eines Heiligtums geben, so z. B. im Fall der von Augustus gestifteten Ara Pacis sowie überhaupt bei zahlreichen augusteischen Tempelgründungen und -restaurierungen.
Die christliche Entsprechung der heidnischen Riten des natalis templi findet sich in der Kirchweihe oder deren Jahresfeier, der Kirchweih. Ähnlich volksfestartig wie letztere muss man sich die entsprechenden römischen Feste (zumindest teilweise) vorstellen.